# Василь (Ладика)
Васи́ль Володи́мир Лади́ка, ЧСВВ (2 серпня 1884, Дрогобич — 1 вересня 1956, Вінніпег) — василіянин, єпископ Української греко-католицької церкви, другий єпископ УГКЦ у Канаді.

## Життєпис
Володимир Ладика народився 2 серпня 1884 року в Дрогобичі в сім'ї Василя Ладики і Катерини Пляущак.
Народну школу і гімназію закінчив у родинному місті і в 1903 р. вступив до Чину святого Василія Великого, у якому прийняв чернече ім'я Василій. Новіціят проходив у Крехівському монастирі. У 1909 році виїхав до Канади, де в Монреалі закінчив богословські студії та у 1912 році був висвячений на священника. Після того провадив різноманітну місійну діяльність по всій Канаді. З 1922 по 1929 рік був ігуменом василіанського монастиря в Едмонтоні.
20 травня 1929 року Папа Римський Пій XI призначив ієромонаха Василя Ладику апостольським екзархом для українців у Канаді, титулярним єпископом Абідуса. Архієрейська хіротонія відбулася 14 липня того ж року. Головним святителем був апостольський екзарх для українців у США єпископ Костянтин Богачевський, а співсвятителями — апостольський екзарх для русинів у США єпископ Василь Такач і римо-католицький архієпископ Едмонтона Генрі Джозеф О'Лірі. 21 червня 1948 року Папа Пій XII підняв його до сану титулярного архієпископа Мартирополіса.
Заснував тижневик «Українські Вісті», світову організацію «Братство Українців Католиків», «Ліґу Українських Католицьких Жінок» та «Українське Католицьке Юнацтво», «Запомогове Братство св. о. Николая» та благодійне «Товариство св. Йосафата». З його ініціативи відкривалися українські школи, він активно виступав на захист післявоєнних переселенців з України.
Помер 1 вересня 1956 року у Вінніпезі.